# Höseler Tunnel
Der Höseler Tunnel ist ein Eisenbahntunnel im Stadtteil Hösel von Ratingen in Nordrhein-Westfalen.
Der Tunnel liegt auf dem Streckenabschnitt Ratingen Ost – Kettwig der 1870–1876 errichteten Ruhrtalbahn nordöstlich des Bahnhofs Hösel. Die überwiegend zweigleisige Strecke wird im Tunnelbereich eingleisig geführt. Der Tunnel verläuft von Westen her in einem Rechtsbogen mit einem Anfangsradius von 1250 Metern, am östlichen Tunnelportal beträgt der Radius noch 900 Meter.

## Geschichte
Der Streckenabschnitt Düsseldorf – Essen-Werden – Essen-Überruhr der Ruhrtalbahn wurde von 1870 bis 1872 errichtet. In Essen-Überruhr erfolgte der Anschluss an den schon in Betrieb befindlichen Abschnitt nach Hagen. Der Höseler Tunnel hatte bei seiner Errichtung eine Länge von ca. 420 Metern. Die Strecke Düsseldorf – Kettwig wurde von Beginn an zweigleisig errichtet. Die Streckenführung im Tunnel erfolgte trotz der schmalen Bauausführung in zwei Gleisen. Im Jahre 1915 wurde der Tunnel wegen Einsturzgefahr um 100 Meter gekürzt. 1968 wurde die Strecke elektrifiziert. Wegen seines gewölbeartigen Baus war eine zweigleisige Streckenführung im Tunnel nicht möglich. Die Oberleitung konnte nicht mit dem notwendigen Abstand zum Gleis errichtet werden. Seit dieser Zeit befinden sich beiderseits des Tunnels Weichen, die den Verkehr auf einem Gleis durch den Tunnel leiten.
Bei einer planmäßigen Begehung wurden Mitte September 2021 offenbar durch Starkregen hervorgerufene Schäden festgestellt. Dies führte zu einer sofortigen Streckensperrung. Nach Reparaturen wurde der Tunnel am 16. Oktober 2021 wieder freigegeben. Aufgrund von Abplatzungen insbesondere nach starken Regenfällen oder Frost führte die Deutsche Bahn während der Sommerferien 2023 vom 24. Juni bis zum 30. Juli 2023 eine Sanierung des Tunnels durch, wofür die Strecke vollständig gesperrt wurde. Für insgesamt rund 2,5 Millionen Euro wurde ein Betondecke aus rund 900 Kubikmetern Spritzbeton aufgetragen und die Tunneldecke mit 300 jeweils 6 bis 9 Meter langen Gebirgsankern rückverankert.

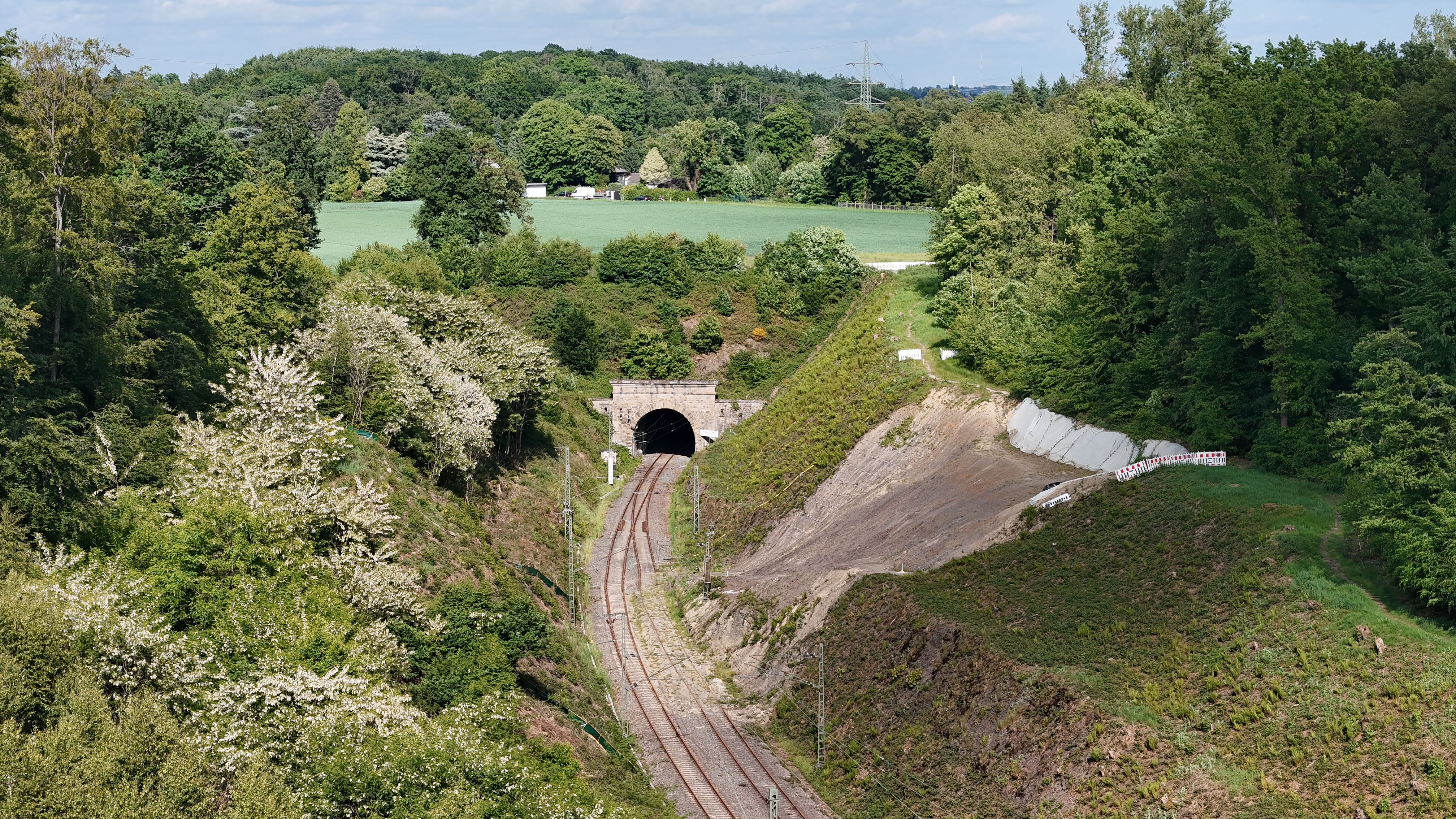
Die durch eine Hangabsenkung Mitte Januar 2024 beschädigte Strecke vor dem Westportal

Vor Weihnachten 2023 wurde aufgrund von Gleislagefehlern vor dem Tunnel die Geschwindigkeit auf 20 km/h herabgesetzt. Am 16. Januar 2024 musste die Bahnstrecke erneut wegen eines Hangrutsches kurz vor dem Westportal gesperrt werden. Aufgrund der nötigen umfangreichen Reparaturen wird die Strecke voraussichtlich erst Ende 2025 wieder freigegeben.